# James Schamus
James Schamus (ur. 7 września 1959 w Detroit) – amerykański scenarzysta i producent filmowy. Stały współpracownik reżysera Anga Lee. Trzykrotnie nominowany do Oscara, za każdym razem w innej kategorii: za najlepszy scenariusz i najlepszą piosenkę do filmu Przyczajony tygrys, ukryty smok (2000) oraz jako producent w kategorii najlepszy film za Tajemnicę Brokeback Mountain (2005). Laureat nagrody za najlepszy scenariusz na 50. MFF w Cannes za film Burza lodowa (1997). Był przewodniczącym jury konkursu głównego na 64. MFF w Berlinie w 2014.